# Kathrin Gschleier
Kathrin Gschleier (* 1969 in Bozen) ist eine Südtiroler Kommunikationswissenschaftlerin und Autorin. Sie lebt am Ritten oberhalb von Bozen.

## Ausbildungs- und Berufsweg
Nach der Matura am Humanistischen Gymnasium „Walther von der Vogelweide“ in Bozen und dem Studium der Theater- und Kommunikationswissenschaften an der Universität Wien (mit Abschluss M.A.) arbeitete sie als Chefdramaturgin an den Vereinigten Bühnen Bozen. Sie erwarb zusätzlich ein Zertifikat an der ISTOB Management Akademie. Nach dem Studium wohnte sie zeitweise in Auer/Ora und in Brixen, bevor sie 2021 wieder in ihre Heimatgemeinde Ritten zog.

## Tätigkeiten als Autorin und Verlegerin
Seit 2014 ist sie als Autorin für südtirolkundliche Bücher tätig, zumeist zusammen mit der Illustratorin Evi Gasser. Besonders hervorzuheben ist das Unterrichtsmaterial für Heimatkunde, unter dem Namen Heimatmappe  im Auftrag der Südtiroler Bildungsdirektion für die deutsche Sprache erstellt.
Ihre Bücher werden auch in italienische Sprache und teilweise in ladinische Sprache übersetzt. Seit 2013 führt sie den Verlag Studio Narrativ.
Sie ist Mitglied im Südtiroler Autorinnen- und Autorenverein (SAAV).

## Publikationen (Auswahl)
- Mein Südtirolbuch. A Weger, Brixen 2014, ISBN 978-88-6563-102-7.
- Die Kriegerin. Studio Narrativ, Brixen 2015, ISBN 978-8890637872.
- Mein kleines Südtirolbuch. A. Weger, Brixen 2016, ISBN 978-88-6563-172-0.
- Unterwegs am Ritten – Mit der Hexe Wally! Studio Narrativ, Bozen 2019, ISBN 978-88-90637-88-9.
- DIe Heimatmappe – Unterrichtsmaterial für die Grundschulen. Heimpflegeverband Südtirol, Bozen 2023.
- Unterwegs in Graun – Mit der Saligen Anna. Studio Narrativ, Bozen 2021, ISBN 978-88-94308-82-2.
- Kathrin Gschleier u. a.: Ich bin rot. Zentrum Narrativ, Brixen 2020.
- Unterwegs in Südtirol mit Sebastian Kneipp. Studio Narrative Kommunikation Bozen 2022, ISBN 978-8894655056.
- Meine Südtiroler Sagenwelt. A. Weger, Brixen 2023, ISBN 978-88-6563-199-7.
- mit Evi Gasser: Kloster Neustift, Athesia Tappeiner, Bozen 2024, ISBN 978-88-6839-732-6.